# Sam Mack
Pour les articles homonymes, voir Mack.
Sam Mack (né le 26 mai 1970 à Chicago, Illinois) est un joueur américain de basket-ball qui évolua notamment en NBA.
Arrière shooteur de 2,00 mètre issu de l'université de Houston, il porta le maillot de cinq équipes NBA en sept ans. Depuis 2001, il a joué en CBA et avec l'équipe de Calpe Aguas en championnat d'Espagne. Mack fut sélectionné dans la draft 2005 de la All-American Professional Basketball League, mais la ligue disparut peu de temps après.